# لرناگوگ
لرناگوگ (به ارمنی: Լեռնագոգ) یک روستا در ارمنستان است که در استان آرماویر واقع شده‌است.  در  کیلومتری شمال آرماویر، مرکز استان آرماویر واقع شده است.

## خصوصیات
لرناگوگ ۱٬۸۰۷ نفر جمعیت دارد و در ارتفاع  متر بالاتر از سطح دریا قرار گرفته است.